# Most Rama VIII
Most Rama VIII je kabelski most koji se nalazi u tajlandskom glavnom gradu Bangkoku. Most je dug 2.450 metara te prelazi preko rijeke Chao Phraya a službeno je otvoren 20. rujna 2002. Ime je dobio po osmom vladaru dinastije Chakri, kralju Anandi Mahidolu. Most je uskoro postao značajna turistička atrakcija te se nalazi na novoj seriji novčanica od 20 bahta, iza portreta kralja Mahidola.
Vanjske poveznice
- Thailand for Visitors.com  Arhivirana inačica izvorne stranice od 28. rujna 2007. (Wayback Machine)
- Bangkok Post.net  Arhivirana inačica izvorne stranice od 5. siječnja 2011. (Wayback Machine)
- Rama VIII Bridge  Arhivirana inačica izvorne stranice od 18. ožujka 2012. (Wayback Machine)
- Arhivirana inačica izvorne stranice od 22. travnja 2009. (Wayback Machine)
- Struktura mosta